# Beatus de Valcavado
El Beatus de Valcavado, també conegut com a Beatus de Valladolid, és un manuscrit –còpia del Comentari a l'Apocalipsi realitzat anteriorment per Beat de Liébana–, escrit i il·luminat per un monjo anomenat Oveco l'any 970, a l'antic monestir de Nostra Senyora de Valcavado de la província de Palència.. Es troba en la Biblioteca Històrica de Santa Cruz de Valladolid, amb la signatura ms. 433.

## Història
L'any 970, sota el regnat de Ramir III de Lleó, residia en el monestir de Valcavado un monjo, que després va arribar a ésser sant, anomenat Oveco que va copiar i va realitzar miniatures d'un beat en fulls de pergamí, per ordre del seu abat Semproni. L'original va ser escrit per Sant Beat en el monestir de Santo Toribio de Liébana –també conegut com a San Martín de Liébana– entre els anys 765-775, i se'n van fer més d'una trentena de còpies. El manuscrit d'Oveco, es va conservar en l'església de la localitat fins al segle xvi, des d'on va passar a Lleó i després a Madrid a les mans d'un secretari de Felip II d'Espanya. El segle xvii es trobava al Col·legi de jesuïtes de San Ambrosio a Valladolid, i quan per ordre de Carles III es va expulsar els jesuïtes, el contingut de la biblioteca del col·legi va passar a la Universitat de Valladolid.

## Descripció
Consta de 230 folis de pergamí -més catorze desapareguts- de 355 x 245 mm i conté en total 87 miniatures i nombroses caplletres conservades en bon estat. La tècnica es va realitzar amb l'envernissament a la cera sobre el pergamí, i amb pigments de atzurita, malaquita i cinabri realitzats mitjançant una barreja d'ou, mel o cola, aconseguint així uns colors vius. Les figures dels personatges limiten el seu dibuix amb una línia i la seva expressivitat es mostra en els grans ulls ametllats. En molts marges de les pàgines es troben nombroses anotacions afegides pel mateix autor, segurament durant la revisió del seu treball i d'altres posteriors realitzades en segles posteriors.
El manuscrit es va realitzar en un termini molt curt, del 8 de juny al 9 de setembre de l'any 970; al foli 3 es troba, donant confirmació a aquestes dates, aquesta inscripció:«Initiatus est liber iste Apocalipsis Joahnni VI idus junius et pinibit exaratus VI idus septembris sub era VIII».
Una de les primeres frases que es poden llegir en el beat és:«Hoc opus tu fieret prae-dictus Abbas Sempronius instanter egit, cui ego Oveco indignus mente obediens devota depinxi». També s'afegeix la data amb aquestes paraules: «Anno Domini 970».

## Europeana 280
L'abril de 2016, el còdex del «Beat de Valcavado» va ser seleccionat com una de les quinze obres artístiques més importants d'Espanya pel projecte Europeana.

## Galeria
|  |  |